# 西八里镇 (怀来县)
西八里镇，是中华人民共和国河北省张家口怀来县下辖的一个乡镇级行政单位。

## 行政区划
西八里镇下辖以下地区：
西八里村、小营村、闫家房村、韩家房村、经堂房村、辛庄子村、水泉村和梁庄村。

## 交通
- 京包铁路：西八里站
- 110国道
- 京张高速公路